# سکوژن (استان لوبوسکی)
سکوژن (به لهستانی:  Skórzyn) یک روستا در لهستان است که در گمینا ماشوو (استان لوبوسکی) واقع شده‌است. سکوژن ۲۶۰ نفر جمعیت دارد و ۶۰ متر بالاتر از سطح دریا واقع شده‌است.